# Masdevallia heteroptera
Masdevallia heteroptera är en orkidéart som beskrevs av Heinrich Gustav Reichenbach. Masdevallia heteroptera ingår i släktet Masdevallia och familjen orkidéer. Inga underarter finns listade i Catalogue of Life.